# Privileg (Soziologie)
Als Privileg wird in der Soziologie die Annahme verstanden, dass bestimmte Rechte oder Vorteile nur für bestimmte Personen oder Gruppen zur Verfügung stehen, sei es durch Status, Tradition, Recht oder individuelle Vorteilsgewährung. Der Begriff wird heute häufig allgemeiner im Sinne aller unverdienten faktischen Vorteile (so in neuerer Zeit Peggy McIntosh) im Zusammenhang mit sozialer Ungleichheit, insbesondere in Bezug auf Alter, Behinderung, ethnische Zuordnung, Geschlecht, Geschlechtsidentität, sexuelle Orientierung, Religion und/oder soziale Klasse und oft als Gegenbegriff zur Diskriminierung, Unterprivilegierung oder in den USA zu relative deprivation verwendet. Letzteres setzt aber immer den Vergleich mit der Lage von Referenzgruppen voraus. Geläufige Beispiele sind etwa der Zugang zu Hochschulbildung oder Wohnraum.
Privilegien können auch emotional oder psychisch erlebt werden, etwa in Bezug auf Geborgenheit und persönliches Selbstvertrauen, oder auf einem Gefühl der Zugehörigkeit oder der Wertschätzung durch die Gesellschaft oder eine soziale Gruppe beruhen. Auch hierfür ist jedoch der Vergleich mit einer Referenzgruppe entscheidend.

## Definitionen
Viele soziologische Klassiker sehen Privilegien als rechtlich, standesrechtlich oder ideologisch
legitimierte bzw. politisch institutionalisierte Vorteile oder Ungleichheiten von Gruppen oder Individuen an. So fühlte sich der Hochadel durch Herkunft, Tradition und göttliche Gnade legitimiert und durfte seine Vorrechte auch mit Gewalt durchsetzen. Max Weber geht davon aus, dass in der Folge des Entstehens moderner Nationalstaaten solche ererbten Privilegien an Bedeutung zugunsten der Leistung verlieren. Auch setze die moderne regelgebundene Bürokratie dem traditionellen Patrimonialismus mit seinem System individueller Vorrechtsgewährung Grenzen. Georg Simmel untersucht am Beispiel des Geschlechterverhältnisses den auch bei der Legitimation der Sklaverei zu beobachtenden Prozess der Generierung von Privilegien durch die Verwandlung von faktischer Macht in Recht. Karl Marx betont die Entstehung neuartiger Klassenprivilegien der Bourgeoisie, die auf dem staatlichen Schutz des individuellen Eigentums, vor allem des Besitzes an Produktionsmitteln, und auf dem sich daraus ergebenden faktischen Lohnarbeitszwang für die Nichtprivilegierten gründen. Der „Sieg des bürgerlichen Eigentums über das feudale“ sei auch ein Sieg „des bürgerlichen Rechts über die mittelaltrigen Privilegien“. Als besonderes Klassenprivileg der Bourgeoisie hebt Marx ihr Vorrecht hervor, geistige Arbeit zu verrichten. Natürlich sieht auch Marx die Ungleichheit individueller Begabung und Leistungsfähigkeit und spricht von ihnen als von „natürlichen Privilegien“, die vom Recht als gegeben anerkannt werden. Um die sich daraus ergebenden „Mißstände zu vermeiden, müßte das Recht, statt gleich, vielmehr ungleich sein“, also individuelle Lebensumstände berücksichtigen.
Mit der durch die europäischen Revolutionen teils obsolet gewordenen Kritik an den ererbten Privilegien wurden seit dem 19. Jahrhundert die durch besondere Leistungen „erworbenen“ Privilegien umso stärker verteidigt. Als neue Legitimationserzählung dient im frühen Industriekapitalismus die Konstruktion eines Zusammenhangs zwischen unternehmerischen Erfolg, individueller Tüchtigkeit und (Arbeits-)Moral. Die Existenz und Berechtigung von Privilegien wurde also nicht generell in Frage gestellt. Michael Dunlop Young prägte in kritischer Absicht den Begriff der Meritokratie, womit er die Inanspruchnahme von Privilegien und Führungspositionen durch Menschen bezeichnet, die sich durch (angebliche) besondere Leistungen auszeichneten.
Für Pierre Bourdieu sind Privilegien in allen Gesellschaften als Elemente des symbolischen Kapitals zu betrachten. So haben z. B. Bildungs- und Hochschulabschlüsse eine Distinktionsfunktion im sozialen Raum; sie bestimmen neben anderen Faktoren über soziale Nähe oder Distanz der verschiedenen Gruppen. Bourdieu sieht die Ursache von Privilegien vor allem in den unterschiedlichen ökonomischen, sozialen und kulturellen Ressourcen, über die bestimmte Gruppen verfügen, um erfolgreich zu sein. Das sind zum großen Teil nachgeburtliche Einflüsse. Der Mangel an Ressourcen, der bei anderen Gruppen zum Misserfolg führen könnte, steht für ihn nicht ihm Fokus der Analyse. Daher kann man von einer Privilegientheorie statt von einer Theorie der Ungleichheit sprechen. Z. B. ermögliche die Durchführung von Leistungs- und Auswahltests in den Schulen die willkürliche Privilegierung bestimmter kultureller Praktiken, die den dominanten Gruppen vertraut sind und ihnen zugutekommen. Durch Ablehnung der diesen Gruppen nicht entsprechenden Praktiken werde „symbolische Gewalt“ gegenüber den Nicht-Privilegierten ausgeübt.
Die Theorie des Privileged Class Deviance knüpft teilweise an Robert K. Mertons Devianztheorie an. Sie beschäftigt sich mit den sozialen und psychologischen Ursachen des Verzichts auf Strafverfolgung bei Verbrechen und Vergehen der privilegierten Klassen (sog. White-Collar-Kriminalität).
Walter Garrison Runciman lenkt den Blick auf die subjektiven Voraussetzungen des Gefühls der Nicht-Privilegierung. Für ihn ist wie für Merton die soziale, ökonomische usw. Lage der jeweiligen Bezugsgruppe, mit der man sich vergleicht, ausschlaggebend für die Bewertung der Situation. Von relativer Deprivation spricht Runciman, wenn nicht objektive Ungleichheit, sondern eine subjektiv wahrgenommene Diskrepanz zu den eigenen Erwartungen oder ausbleibende Belohnungen und Privilegien Unzufriedenheit erzeugen.
Für die moderne, seit etwa 2010 in den USA und Großbritannien entstandene Privilegientheorie resultieren Privilegien allein schon aus der Tatsache, nicht unterdrückt oder diskriminiert zu werden. Da es immer weniger rechtlich fixierte Privilegien gibt, greifen viele Autoren auf Vorteile oder Berechtigungen zurück, die man qua Geburt innehat. Damit treten Geschlecht und „Rasse“ (seltener jedoch der ererbte Reichtum) in den Vordergrund der Theorieentwicklung. Black und Stone fassen unter dem Begriff Privileg „jede Berechtigung, Unterstützung, Macht, und jeder Vorteil oder jedes Recht, das einer Person oder Gruppe allein durch die geburtsbedingte Zugehörigkeit zu einer zugeschriebenen Gruppe oder Gruppen gewährt wird“. Der Soziologe Michael Kimmel erklärt Privilegien anhand einer Analogie zu Wind: Privilegiert zu sein fühle sich an wie konstant mit Rückenwind zu laufen. Meistens fühle man dabei nicht, dass und wie einem der Rückenwind helfe.
Dass Privilegien für diejenigen, die davon profitieren, oftmals unsichtbar erscheinen, betonen schon Simmel und W. E. B. Du Bois. Du Bois fordert, dass ein wichtiges Element der Aufhebung der Privilegien der Weißen eine bessere Schulbildung der Afroamerikaner nach den Standards der Normalschulen sei; Missions- und andere Spezialschulen seien ungeeignet zur Bewusstseinsbildung.
Peggy McIntosh beschreibt, dass Weißen beigebracht werde, ihre Privilegien nicht zu erkennen. Sie definiert „weiße Privilegien“ als „einen unsichtbaren, gewichtslosen Rucksack voller speziellen Proviants, Karten, Pässe, Codebücher, Visa, Klamotten, Werkzeuge und Blankoschecks“. Allan G. Johnson betont die soziale und systemische Dimension von Privilegien. Es mache wenig Sinn, sich Privilegien als individuelle Eigenschaften vorzustellen, ohne zu betrachten, wie bestehende Systeme und Strukturen Verhalten beeinflussen. Er erklärt das anhand des Spiels Monopoly: Dass das Spiel als unfair empfunden werde und schlechte Charaktereigenschaften an Menschen deutlich mache, liege nicht primär an der Persönlichkeit dieser Menschen, sondern daran, dass die Spielregeln ein bestimmtes Verhalten förderten und anderes bestrafen. Die Mitspieler erhielten aber während des Spiels gemeinsam die Regeln (sprich: das System) aufrecht. Er beschreibt Privilegien als „Assets“, die zwar nicht bestimmte Ergebnisse vorbestimmten, aber die es wahrscheinlicher machten, dass bestimmte Talente, Fähigkeiten und Erwartungen zu guten Ergebnissen für die privilegierte Person führten.
Die nicht von Rassismus oder Sexismus betroffenen Nutznießer ihrer Privilegien sind sich also dieser oft gar nicht bewusst, da sie im Sinne einer unbewussten Voreingenommenheit funktionieren, der nicht oder nur schwer zu entkommen ist, weil sie etvl. von Schulen und Hochschulen der Eliteangehörigen gefördert werden. Daher fordern die Vertreter der neueren Privilegientheorie die Privilegierten auf, ihre Privilegien zu reflektieren.

### Klassifizierung von Privilegien
Lawrence Blum betont, dass sich Privilegien auf verschiedene Weisen äußerten; dadurch, dass Menschen von Ungerechtigkeiten verschont blieben, dass sich Menschen ungerecht bereicherten, oder in Form von Privilegien, die ohne damit einhergehende Ungerechtigkeiten bestünden, etwa wenn Muttersprachler durch die Beherrschung einer Nationalsprache Vorteile hätten, ohne dass die Existenz einer Nationalsprache ungerecht sei. In Anlehnung an Peggy McIntosh unterscheiden auch Kinnon und Sennet Privilegien in „Anspruchsprivilegien“ und „Vorteilsprivilegien“. Erstere entstünden daraus, dass eine Gruppe über etwas verfüge, auf das eigentlich alle Menschen einen Anspruch haben sollten, de facto aber nicht haben. Als Beispiel dafür führen sie an, dass in den USA lange Zeit nur heterosexuelle Paare heiraten durften, während homosexuelle Menschen davon ausgeschlossen waren. Vorteilsprivilegien könne man sich in Form eines Nullsummenspiels vorstellen. Es handele sich also um Vorteile auf Kosten anderer Gruppen. Als dritte Kategorie führen sie „Nutzenprivilegien“ ein. Anders als bei Anspruchsprivilegien handele es sich nicht zwingend um Ansprüche, die für alle gültig seien. Gleichzeitig handele es sich auch nicht um ein Nullsummenspiel. Als Beispiel führen sie eine positive mediale Darstellung von Männern an: Zwar hätten vernünftigerweise nicht alle Menschen Anspruch auf eine positive Darstellung in den Medien; solange eine positive mediale Darstellung aber nur einer einzigen Gruppe zukomme, sei sie problematisch. Sie unterscheiden außerdem negative Privilegien, die durch die Abwesenheit von Barrieren definiert seien, und positive Privilegien, die sich nicht nur durch die Abwesenheit von Barrieren erklären lassen.

### Missverständnisse über Privilegien
Das Konzept von Privilegien gewann insbesondere in den letzten Jahren auch außerhalb akademischer Analysen an Popularität, was mitunter zu Missverständnissen, Widerstand und Kontroversen führte. Ein häufiges Missverständnis dabei ist, dass sich Privilegien auf Individuen bezögen, während das sozialwissenschaftliche Verständnis den Begriff vor allem auf Gruppen bezieht. Somit können Individuen auch mehreren Gruppen angehören, was dazu führt, dass Weiße z. B. als Menschen mit Behinderung, Angehörige der Arbeiterschicht etc. Opfer von Diskriminierung werden können. Kinnon und Sennet betonen außerdem, dass Privilegien nicht per se ungerecht sein müssen (spezielle Sitzplätze für ältere Menschen in Bussen seien etwa ein Privileg, würden aber wohl nicht als ungerecht empfunden) und der privilegierten Person nicht zwingend einen Nutzen verschaffen müssten.

## Formen von Privilegien
Die neuere Forschung zu Privilegien hat sich hauptsächlich auf die Kategorien Geschlecht und Hautfarbe konzentriert. Privilegien lassen sich aber auch in anderen sozialen Kategorisierungen wie soziale Klasse, sozioökonomischen Status, Behinderung, sexueller Orientierung, Alter oder Religionszugehörigkeit identifizieren. Unterschiedliche Formen von Privilegien können sich jeweils überschneiden, sodass sie häufig in ihrem Zusammenwirken betrachtet werden.

### Weiße Privilegien
Der Begriff „weiße Privilegien“ soll deutlich machen, wie sich Weißsein in Systemen, in denen de facto rassistische Ungerechtigkeiten vorkommen, auswirkt, und aufzeigen, welche Vorteile Menschen dadurch erlangen, dass sie als weiß verstanden werden. Das Konzept wurde um 1965 von Theodore W. Allen im Rahmen der Bürgerrechtsentwicklung entwickelt. Dieser argumentierte im Anschluss an Marx und W. E. Du Bois, dass die white working class sich nie radikalisieren würde, solange sie das white-skin privilege akzeptiere, das vom kapitalistischen System als Kontroll- und Spaltungsmechanismus künstlich erzeugt werde.
Die neuere Diskussion um weiße Privilegien wurde maßgeblich durch einen Artikel von Peggy McIntosh angestoßen. Im Artikel listet sie eine Reihe solcher Privilegien, die ihr Leben geprägt hätten, wie z. B. „Ich kann den Fernseher anmachen oder die Zeitung öffnen und sehe viele Darstellungen von Menschen meiner Hautfarbe“ oder „Wenn ich einmal rechtliche oder medizinische Hilfe benötige, wird meine Hautfarbe dabei kein Problem darstellen“. Um solche Privilegien zu beseitigen, benötige es letztlich eines systemischen Wandels. Insbesondere in der Pädagogik ist der Privilegienansatz inzwischen weit verbreitet. Dass er weißen Menschen helfe, zu verstehen, wie Rassismus mit ihrem alltäglichen Leben verknüpft sei, ohne auf Schuldzuweisungen zurückzugreifen, wird einerseits als Vorteil des Ansatzes gesehen. Zeus Leonardo kritisiert aber gleichzeitig, dass das einerseits systemische Probleme personalisiere und andererseits vernachlässige, wie Weiße im Alltag zur Aufrechterhaltung von rassistischen Strukturen, beitrügen. Der Philosoph Charles W. Mills spricht deshalb von White Supremacy, um die systemische und globale Komponente von Privilegien zu betonen. Intersektionale Ansätze betonen, dass Weißsein keinesfalls die einzige Achse seien, auf der Menschen privilegiert oder benachteiligt seien und dass z. B. arme weiße Menschen nicht im gleichen Maße privilegiert seien wie Angehörige der Mittelschicht und verweisen deshalb z. B. auf „weiße Klassenpriviliegen“. So soll zudem die Vorstellung es gäbe eine homogene Gruppe („Weiße“) aufgebrochen werden und der Fokus darauf gelegt werden, wie es auch innerhalb dieser Gruppe zu Konflikten und Unterdrückung kommen kann. Lawrence Blum betont außerdem, dass sich die Erfahrungen nicht-weißer Menschen in den USA ebenfalls je nach Gruppenzugehörigkeit deutlich unterschieden, sodass auch Nicht-Schwarz-sein Privilegien mit sich bringe, die neben weißen Privilegien existierten.

### Männliche Privilegien
Als männliche Privilegien werden „Vorteile, verstärkt durch androzentrische soziale Normen, die auf der von und für Männer gemachten patriarchalen Gestalt [der Gesellschaft] und der historischen Binarität [der Geschlechter] basieren“, bezeichnet. Männliche Privilegien werden so als „Gegenstück zu Sexismus“ verstanden. Einige Forschungsbeiträge zeigen, dass Männer mit zunehmender Lebenserfahrung männliche Privilegien deutlicher erkennen. Jamie R. Abrams betont aber, dass männliche Privilegien keinesfalls universell gültig seien und etwa im Militär Männer individuell unter dort gültigen Männlichkeitsnormen litten. Männer, die von den Vorstellungen hegemonialer Männlichkeit abweichen, weil sie beispielsweise homosexuell, Schwarz oder arm sind, können ebenfalls nicht im gleichen Maße von den Privilegien profitieren wie Männer, die der Norm stärker entsprechen.

## Kritik am Konzept
Der Philosoph Michael J. Monahan kritisiert das Konzept Privilegien am Beispiel von weißen Privilegien als unpräzise und irreführend. Das Konzept vermische Rechte und Privilegien. Ungerechtigkeit fände sich nicht darin, dass bestimmte Gruppen Zugriff auf Güter hätten, sondern darin, dass andere davon ausgeschlossen seien. Darin unterscheidet er sich von Pierre Bourdieus Ansatz, der die Ressourcenausstattung der Privilegierten betont. Monahan kritisiert insbesondere zwei Annahmen des Konzepts: Mit Hilfe des Privilegienbegriffs könne man keine klare Unterscheidung zwischen privilegierten Eliten und dem nichtprivilegierten „Rest“ der Gesellschaft treffen, und nichts spreche für die These, dass sich die Privilegierten ihrer Privilegien nicht bewusst seien. Letztere Annahme versetze privilegierte Menschen, die aktiv Unterdrückungssysteme aufrechterhalten, in eine passive Rolle, indem impliziert werde, dass „das System ihnen einfach so Privilegien aufdrängt“. Monahan spricht sich deshalb gegen die Verwendung des Konzepts aus und fordert stattdessen eine Betrachtung von rassistischer Unterdrückung, die deren systemischen Charakter in den Fokus rückt und gleichzeitig die aktive Verstrickung von individuellen Agenten in dieses System berücksichtigt. Er schlägt zur begrifflichen und konzeptuellen Klarheit vor, Privilegien nicht als etwas, dass jemand hat, sondern als dynamischen und relationalen Prozess zu betrachten, der sich nur in gesellschaftlichen Zusammenhängen zeige. Wie dynamisch die Entwicklung hier verläuft, zeigen die Abgrenzungsdiskussionen zwischen Latinos und Weißen im Kulturbetrieb der USA. So identifizieren sich viele Latinos als Weiße, da sie von Spaniern abstammen, die in den USA so wie die Italiener als weiß gelten. Es ist daher oft unklar, in welcher Kategorie weiße Latinos in Umfragen klassifiziert wurden.
Lewis R. Gordon ist der Meinung, dass das Konzept die normative Bedeutung der diskutierten Privilegien vernachlässige, bei denen es sich in vielen Fällen um Menschenrechte handele. Das Konzept der Privilegien verhindere außerdem aktives Handeln, denn Privilegien, gerade wenn sie Menschenrechte darstellen, können nicht einfach abgegeben werden.
Sonia Kruks bemängelt, dass sich zwar in der Theoriebildung ein Verständnis von Privilegien als systemisch und strukturell durchgesetzt habe, dass sich in der Reflexion über eigene Privilegien aber häufig ein individualisierendes und moralisierendes Verständnis finde, in dem Privilegien zur Verantwortung von Individuen würden. Zwar sei es hilfreich, sich der eigenen Privilegien bewusst zu werden und so ein Verständnis von Diskriminierung voranzubringen. Die Arbeit an sich selbst könne aber Schuldgefühle hervorbringen, die nur zu „Verzweiflung, Selbsthass und Demobilisierung“ führten. Es sei außerdem wichtig, die individuelle Handlungsfähigkeit gegenüber gesellschaftlichen Strukturen nicht zu überschätzen. Statt zu versuchen, sich gegen eigene Privilegien zu stellen, sei es in einigen Situationen hilfreicher, eigene Privilegien anzuerkennen und diese dann effektiv einzusetzen.